# Джендуба (вілаєт)
Джендуба (араб. ولاية جندوبة) — вілаєт Тунісу. Адміністративний центр — м. Джендуба. Площа — 3 102 км². Населення — 420 400 осіб (2007).

## Географічне положення
Розташований на північному заході країни. На сході межує з вілаєтом Беджа, на південному заході — з вілаєтом Сільяна, на півдні — з вілаєтом Ель-Кеф, на заході — з Алжиром. На півночі омивається водами Середземного моря.

## Населені пункти
- Джендуба
- Айн-Драхам
- Бен Метір
- Бу Салем
- Фернана
- Гардімаа
- Уеді-Меліз
- Табарка

| Туніс | Це незавершена стаття з географії Тунісу. Ви можете допомогти проєкту, виправивши або дописавши її. |